# Alexandra Caró
Alexandra Caró (* 8. Dezember 1985 in Rum, Tirol) ist eine österreichische Sängerin und Songwriterin. 

## Leben
Caró begann im Alter von fünf Jahren ihre klassische Klavierausbildung an der Musikschule Innsbruck. Während ihrer Schulzeit am Akademischen Gymnasium Innsbruck komponierte sie im Alter von 13 Jahren ihre ersten Lieder. Nach ihrer Matura im Juni 2004 lebte Alexandra Caró für ein Jahr in London. 2005 begann sie in Wien ihr Studium der internationalen Betriebswirtschaft an der Wirtschaftsuniversität Wien. 

## Karriere
Die damals 15-Jährige traf auf den in New York City lebenden Jazztrompeter Franz Hackl, der ihr Mentor wurde und ihren musikalischen Werdegang beeinflusste. Unter der Leitung von Franz Hackl nahm sie ab 2002 an der Outreach Academy  in Schwaz/Tirol teil. Durch einen Auftritt mit „Sound Liberation“ aus New York City im August 2005 und einem eigenen Solo-Programm gelang ihr der Sprung auf die „Outreach Festival & Academy“-Bühne.
2008 wurde Caró von dem Produzenten Christian Kolonovits entdeckt, der sie bei seinem Label Homebase Records unter Vertrag nahm. Er produzierte ihr erstes Album „Diary“. Die bereits im Juli 2010 ausgekoppelte Debütsingle „Listen to your inside“ fand ein positives Echo bei Radiostationen und Zuhörern. Die Single war monatelang in den Ö3-Hörercharts, schaffte es auch auf die Ö3-Greatest-Hits (Vol. 52) und zählte zu den meistgespielten Songs Österreichs im Jahre 2010.

## Auftritte
- Österreichisches Kulturforum, London, Oktober 2010: Alexandra Carós Auftritt zusammen mit dem britischen Songwriter Jon Allen fand im Rahmen des „Sound Park Austria“ in London statt – ein Programm des österreichischen Kulturforums, dessen Ziel es ist österreichische und britische Songwriter zusammenzubringen. Der im Zuge dessen gemeinsam geschriebene Song mit dem Namen „Here tonight“ wurde von Jon Allen auf seine CD „Sweet Defeat“ (2011) veröffentlicht.
- „Franz Hackl & Friends, Voices“, Innsbruck, August 2011: Im Jahre 2010 rief Franz Hackl die Konzertreihe „Franz Hackl & Friends“ ins Leben, 2010 als Benefizkonzert für Haiti, lud er 2011 drei Sängerinnen auf die Bühne ein: Timna Brauer, Chanda Rule und Alexandra Caró präsentierten mit auserwählten Musikern (wie Franz Hackl, Adam Holzman, Michael Wolff, Elias Meiri, und vielen weiteren) ihre Songs
- Outreach Festival & Academy 2014, Schwaz, August 2014: Alexandra Caró präsentiert ihre Lieder von Outreach-Musikern arrangiert und bearbeitet. Auf der Bühne mit Michael Wolff, Franz Hackl und anderen.

## Diskografie

### Alben
- Diary (2010)
- FREE (2018)

### Singles
- „Listen to your inside“ (2010)